# 潘暄
潘暄（1416年—？），字時陽，直隸蘇州府嘉定縣人，民籍。明朝政治人物。同進士出身。

## 生平
正統三年（1438年）戊午科應天府鄉試第七十二名舉人。正統十年（1445年），參加乙丑科會試，得貢士第四十六名。殿試登進士第三甲第九十五名。正統十四年（1449年），擢刑部主事。

## 家族
曾祖父潘聞誼。祖父潘智。父亲潘廷玉。